# 사바나땃쥐
사바나땃쥐(Crocidura fulvastra)는 땃쥐과에 속하는 포유류의 일종이다. 베넹과 부르키나 파소, 카메룬, 중앙아프리카공화국, 차드, 콩고민주공화국, 지부티, 에리트레아, 에티오피아, 케냐, 말리, 모리타니, 니제르, 나이지리아, 수단 그리고 우간다에서 발견된다. 자연 서식지는 건조한 사바나 지역이다.